# Mortadelo (revista)
Mortadelo va ser una revista d'historietes editada primer per Editorial Bruguera i després per Ediciones B entre 1970 i 1991, sorgida a l'abric de la popularitat aconseguida per la famosa sèrie Mortadel·lo i Filemó d'Ibáñez. La van dirigir successivament Vicente Palomares, Jordi Bayona i Armando Matías Guiu. Va tenir tres èpoques diferenciades:

## Primera època: 1970-1983
Les revistes Mortadelo i Super Pulgarcito van substituir al mercat a Gran Pulgarcito. Dirigida per Vicente Palomares Melo, Mortadelo va veure la llum el 23 de noviembre de 1970 amb un número zero entregat com a regal amb el núm. 507 de la revista Tío Vivo. A la portada d'aquest número zero hi apareixia ratllat amb una creu el preu de 6 pessetes, que seria el que tindria els 83 números següents.
Mortadelo era una publicació eminentement comercial, de periodicitat setmanal i amb 32 pàgines (la meitat a tot color i la resta a bicolor) amb un format de 26 x 18 cm. Destacaven en els primers números les sèries d'Ibáñez, Vázquez, Escobar i sobretot El Corsario de Hierro, però contenia també altres sèries:
| Inici      | Números | Títol                                           | Històries de "continuarà" | Autoria                                                                          | Procedència                      |
| ---------- | --- | ----------------------------------------------- | --- | -------------------------------------------------------------------------------- | -------------------------------- |
| 16/11/1970 | 0-645, ExCar71, ExPri71, ExVer71, Alm72, ExPri72, ExVer72, Alm73, ExPri73, ExVer73, Alm74, ExPri74, ExVer74, ExNav74, ExPri75, ExVer75, Alm76, ExPri76, ExVer76, Alm77, ExVer77, ExNav77, ExPri78, ExVer78, ExNav78, ExNav79, ExPri80, ExVer80, ExNav80, Ex25AniTve, ExNav81, ExCar82 | Mortadelo y Filemón                             | El caso del bacalao (0-3) Chapeau el "esmirriau" (4-14) La máquina del cambiazo (15-19) La caja de los diez cerrojos (20-30) Magín el Mago (31-41) ¡A la caza del cuadro! (42-52) Los inventos del profesor Bacterio (53-63) Gatolandia 76 (64-74) Operación ¡Bomba! (75-85) Los diamantes de la gran duquesa (87-97) El otro "yo" del profesor Bacterio (101-111) Los monstruos (112-122) El elixir de la vida (125-135) El circo (136-146) El antídoto (149-159) Los invasores (161-172) Los cacharros majaretas (176-186) ¡A las armas! (189-199) El plano de Alí-gusa-no (203-213) ¡Pánico en el zoo! (220-230) Concurso oposición (233-243) Los mercenarios (244-254) Objetivo: eliminar al "Rana" (258-268) Misión de perros (272-282) Los secuestradores (283-294) La gallina de los huevos de oro (295-305) El caso del calcetín (306-316) El brujo (319-330) ¡Soborno! (335-345) Los guardaespaldas (348-358) Mundial 78 (361-372) Los gamberros (373-383) Contrabando (385-395) La máquina de copiar gente (400-410) Los "bomberos" (417-427) El transformador metabólico (428-435) ¡A por el niño! (439-446) La gente de Vicente (450-457) Secuestro aéreo (460-468 Moscú 80 (471-479) La elasticina (482-489) Kilociclos asesinos (490-497) Ladrones de coches (504-512) Lo que el viento se dejó (517-524) La brigada bichera (529-536) Tete Cohete (538-545, 550-551) En marcha el Mundial 82 (553-562) El caso de los señores pequeñitos (568-573) En Alemania (574-582) Las criaturas de cera vivientes (588-595) El caso de los párvulos (604-611) | Francisco Ibáñez, excepte les dues darreres que són apròcrifes, obra de Casanyes | "Gran Pulgarcito"                |
| 16/11/1970 | 0-1, 3-4, 6, 9, 14, 16-17, 23, 25, 29, 32, 34, 111, 127, 130, 135, 143, 181, 233, 237, 239, 263, 265-269, 271-272, 276, 278, 284, 304, 308-310, 372-374, 376-379, 387, 390-391, 397-399, 401-402, 404-405, 407-410, 412, 413-424, 426-427, 461, 479, 481-482, 488-489, 491-494, 502, 528, 531, 569-570, 599, 602, 604, 608-609, 611, 614, 616-618, 620, 622-623, 625, 626-628, 631, 632, 634-636, 638-639, ExCar71, ExPri71, ExVer71, Alm72, ExPri72, ExVer72, Alm73, ExPri73, ExVer73, Alm74, ExPri74, ExVer74, ExNav74, ExPri75, ExVer75, ExPri76, ExVer76, Alm77, ExVer77, ExNav77,ExPri78, ExVer78, ExNav78, ExNav79, ExPri80, ExVer80, ExNav80, ExNav81, ExCar82 | La Panda                                        | | Roberto Segura                                                                   | "Gran Pulgarcito"                |
| 16/11/1970 | 0-8, 10-12, 14-24, 26-28, 30-31, 35, 39-43, 45-52, 55-56, 58, 60-63, 69-70, 72, 77, 79-83, 85, 89, 91, 94, 99-101, 110, 117, 123-126, 128-130, 132-133, 136-137, 139-148, 150-152, 157-159, 161, 165, 167-168, 170, 172-176, 178, 180-190, 192-204, 208-226, 228-255, 257-312, 314-315, 317-343, 348, 351, 353-360, 416-418, 426, 465, 475, 477, 480-481, 488-489, 491-493, 495, 497, 499-501, 504, 506-508, 511-522, 523-525, 529, 531, 532-533, 535-544, 548-549, 551-561, 563, 566, 569, 571, 582, 586, 591-592, 601, 603, 607, 609, 611, 613, 615-616, 619, 621, 623-624, 625, 626, 629-630, 632-634, 636, 640, 642, 644, ExCar71, ExPri71, ExVer71, Alm72, ExPri72, ExVer72, Alm73, ExPri73, ExVer73, Alm74, ExPri74, ExVer74, ExNav74, ExPri75, ExVer75, Alm76, ExPri76, ExVer76, Alm77, ExPri77, ExVer77, ExNav77, ExPri78, ExVer78, ExNav78, ExVer80, ExNav80, ExPri81, ExVer81 | Manolón, conductor de camión                    | | Raf                                                                              | "Gran Pulgarcito"                |
| 16/11/1970 | 0-2, 5, 7-8, 11, 15, 18, 20, 22, 24, 26, 30, 33, 37, 40, 46, 54, 56, 59, 128, 129, 135, 141, 181, 216, 225-229, 231, 233-237, 239-242, 244-245, 249, 252, 256, 258-262, 264-269, 271, 274, 280, 282, 287, 289, 298-301, 303, 356, 419-422, 467, 600, ExCar71, ExPri71, ExPri72, ExVer72, Alm73, ExPri73, ExVer73, ExPri74, ExVer74, ExNav74, ExPri75, ExVer75, Alm76, ExPri76, ExVer76, ExPri77, ExVer77, ExPri78, ExVer78 | Pepe Barrena                                    | | Roberto Segura                                                                   |                                  |
| 16/11/1970 | 0-10, 63-106, 108-151, 169-298 | Astérix                                         | Astérix en Helvecia (0-10) La residencia de los dioses (63-84) Los laureles del César (85-106) El adivino (108-129) Astérix en Córcega (130-151) Astérix y los normandos (169-190) El escudo arverno (191-212) El regalo del César (213-234) Astérix legionario (235-256) La gran travesía (257-278) Astérix en Bretaña (279-298) | René Goscinny/ Albert Uderzo                                                     | Francobelga                      |
| 16/11/1970 | 0, 2, 7-62, 65-140, 142, 143-186, 191-193, 219, 232-233, 235, 262-266, 269-270, 272-273, 275-278, 280-281, 283, 291, 296-301, 303, 307, 416-420, 423-426, 475-484, 489, 497-498, 501-529, 532-536, 538-549, 607, 609-611, 614, 616-617, 620, 622-623, 625, 627, 629-630, 635, 637, 645, ExCar71, ExPri71, ExVer71, Alm72, ExPri72, ExVer72, Alm73, ExPri73, ExVer73, Alm74, ExPri74, ExVer74, ExPri76, ExVer76, ExPri77, ExVer77, ExNav77, ExPri78, ExVer78, ExNav78, ExPri79, ExVer79, ExNav79, ExPri80, ExVer80, ExNav80, ExPri81, ExNav81 | La abuelita Paz                                 | | Vázquez                                                                          | "Gran Pulgarcito"                |
| 16/11/1970 | 0-10, 12-13, 16-22, 25, 29, 153-186, 191-193, 213, 215, 221, 267-270, 273, 276-279, 282-283, 285, 287, 289-291, 299, 301, 615-616, 619, ExCar71, ExPri71, ExPri74, ExVer74, Alm77, ExCar82 | Flash el fotógrafo                              | | Raf                                                                              | "Gran Pulgarcito"                |
| 16/11/1970 | 0-7, 9-20, 34-39, 41-43, 46, 48-50, 263-266, 269, 271-272, 275, 277-279, 284-285, 289, 291-298, 300-306, 310-316, 318-323, ExCar71, ExPri71, ExVer71, Alm72, ExPri76, ExVer76, ExCar82 | Joe Marmota, el vago de Minessota               | |                                                                                  | IPC Media                        |
| 16/11/1970 | 0-359, 384-407, 415-416, 418-425, 463-470, 483-490, 501-508, 529-544 | El Corsario de Hierro                           | La mano azul (0-7) La Vieja Dama del Mar (8-15) Los mercaderes de ébano (16-23) En la boca del lobo (24-31) El secreto de los espejos (32-39) El tesoro de Marco Polo (40-47) El secreto del pergamino (48-55) La pagoda de los mil suplicios (56-63) El prisionero de Argel (64-71) El circo Bambadabum (72-79) Ambición frustrada (80-87) La cautiva de Ispahán (88-95) El boyardo Tamaroff (96-103) Naufragio en las tinieblas (104-111) La tumba flotante (112-119) La cautiva del sultán (120-127) El terremoto (128-135) Conjura en Venecia (136-143) Enigma en los Cárpatos (144-151) Los húsares de la muerte (152-159) El castillo del terror (160-167) Un emir para Talath (168-175) El desquite de Bindambo (176-182) El baile de Benburry Manor (183-191) El fugitivo de Dartmoo (192-199) Rumbo al Nuevo Mundo (200-207) La guerra del Canadá (208-215) Entre dos fuegos (216-223) Los comandos del terror (224-231) El hombre de la cara de oro (232-239) Cayo Calaveras (240-247) El desquite de Zarango (248-255) La isla de los zombies (256-263) El hechizo de Ogambo (264-271) La ribera de Nunca Jamás (272-279) La lucha en Mayapil (280-287) La zíngara de Venecia (288-295) La aldea embrujada (296-303) La boda de Benburry (304-311) La dama de Winterpoole (312-319) La ciudad sitiada (320-327) Lucha hasta el fin (328-335) Una cita en alta mar (336-343) El prisionero del Chacal (344-351) Misterio en la selva (352-359) Tormenta sobre Argel (384-391) La estela del "Courage" (392-399) Golpe de audacia (400-407) Rapto en Venecia (415-416) La fragata misteriosa (418-425) El rapto de la doncella (463-470) Los Buitres del Mediterráneo (483-490) La ciudad olvidada (501-508) Al sur de Krakatoa (529-536) Rescate peligroso (537-544) | Víctor Mora/ Ambrós                                                              | Nova                             |
| 16/11/1970 | 0-31, 33-39, 41, 43-45, 47, 53-54, 57, 111, 119, 145, 154, 167, ExCar71, ExPri71, ExVer71, Alm72, Alm73, ExPri73, ExVer73, ExPri74, ExVer74, ExNav74, ExPri75, ExVer75, Alm76 | Aquiles Talón                                   | | Greg                                                                             | Francobelga                      |
| 16/11/1970 | 0-126, 154-175 | El teniente Blueberry                           | La mina del alemán perdido (0-22) El espectro de las balas de oro (23-48) Chihuahua Pearl (49-71) El hombre que valía 50.000 dólares (72-94, ExPri72) Por un par de botas (95-126) El fugitivo (154-175) | Jean-Michel Charlier/ Jean Giraud                                                | Pilote                           |
| 16/11/1970 | 0-301, 303-340, 342-356, 358-368, 370-406, 408-410, 412-419, 421-422, 424-427, 530, 541, 544-546, 549, 551-552, 554-562, 567-571, 581, 583, 585-586, 590-593, 603, 605, 607-615, 619, 621, 624, 626, 630, 632, 634, 636-638, 640-642, ExCar71, ExPri71, ExVer71, Alm72, ExPri72, ExVer72, Alm73, ExPri73, ExVer73, Alm74, ExPri74, ExVer74, ExNav74, ExPri75, ExVer75, Alm76, ExPri76, ExVer76, Alm77, ExPri77, ExVer77, ExNav77, ExPri78, ExVer78, ExNav78, ExPri80, ExVer80, ExNav80, Ex25AniTve, ExPri81, ExNav81, ExCar82, ExMun82 | Zipi y Zape                                     | La vuelta al mundo (4-14) El tonel del tiempo (15-25) Detectives en acción (26-36) Enviados especiales (37-47) El gran safari (48-58) Aprendices al tun tún (59-69) Contamos con vosotros (70-80) Caballeros andantes (81-91) El “spray” mágico (92-102) Estrellas de la publicidad (103-113) Un problema de locomotoras (114-124) Busque, corra y cobre (125-135) Expertos en juguetes (136-146) Guerra al hampa (147-157) Una herencia complicada (158-168) | Escobar                                                                          |                                  |
| 30/11/1970 | 1-6, 11, 15, 21, ExCar71, ExPri71, Alm72 | Trompinez                                       | | Castillo                                                                         |                                  |
| 14/12/1970 | 3-40, 42-57, 59-67, 69-100, 102-112, 115-117, 119, 121-124, 126, 128-154, 157-167, 169, 171, 177-178, 180-190, 192, 198, 200-205, 208, 210, 212-227, 229-236, 238-257, 259-264, 266-272, 274-409, 415-421, 423-427, 429, 431, 433-434, 439, 441-442, 444-446, 448-465, 467-470, 473, 483, 485-487, 489-490, 609-613, 616, ExCar71, ExPri71, Alm72, ExPri72, Alm73, Alm74, ExPri75, Alm76, ExPri76, ExPri79, ExVer79, ExVer81 | Cuervo Loco, pica pero pica poco                | | Reg Parlett                                                                      | IPC Media                        |
| 14/12/1970 | 3, 6-7, 13-14, 20, 23, 25, 27, 32, 34-35, 37, 39, 44, 47, 49-52, 55, 57, 59-61, 63-65, 67, 71, 74-75, 77-80, 83-85, 87-88, 90, 93, 95-96, 98, 100-105, 107-109, 111, 113-116, 118-120, 122, 124, 127-130, 134-137, 140-143, 149, 151-154, 156, 158, 161-164, 166, 169, 172, 174-175, 177-178, 183-184, 187, 189, 192-193, 197-198, 201, 205-207, 212-213, 218, 273, 277-279, 298, 301-302, 306, 309-316, 320, 323-329, 331, 336, 338-364, 366-367, 369-374, 376-381, 383-388, 393, 397-404, 406-408, 411-413, 415, 419, 423-424, 427, 554-556, 558-561, 563, 566, 570, ExCar71, ExVer71, Alm72, ExVer72, Alm73, ExPri73, ExVer73, Alm74, ExPri74, ExNav74, ExVer76, ExPri77, ExPri78, ExVer78, ExNav78, ExNav81 | Caco y Coco                                     | | Luis Allué                                                                       | Nova                             |
| 11/01/1971 | 7-205, 208-218, 220-231, 234, 236-261, 267-268, 271, 274, 279, 282, 284-290, 292-295, 298-299, 302-306, 308-410, 414, 416-423, 425-426, 465-466, 468, 473-486, 488-489, 490, 492-494, 496-499, 501-514, 523-525, 527-543, 545-547, 550-560, 562, 567, 569-572, 579, 581-584, 586, 591-593, 595, 598, 600, 604-606, 608-609, 612-616, 618, 621, 624-628, 630-631, 633, 635-636, 640-641, ExCar71, ExPri71, ExVer71,Alm72, ExPri72, ExVer72, Alm73, ExPri73, ExVer73, Alm74, ExPri74, ExVer74, ExNav74, ExPri75, ExVer75, Alm76, ExPri76, ExVer76, Alm77, ExPri77, ExVer77, ExNav77, ExPri78, ExVer78, ExNav78, ExPri79, ExVer79, ExNav79, ExPri80, ExVer80, ExNav80, ExPri81, ExVer81, Ex25AniTve, ExCar82 | Anacleto, agente secreto                        | | Històries apòcrifes per Blas Sanchis                                             | Super Pulgarcito                 |
| 15/02/1971 | 12, 19, 21, 24, 26, 28, 33, 36, 38, 40, 48, 50-51, 53, 55-56, 58, 61, 63-64, 66, 68, 71, 73-74, 76, 79, 83, 87, 89, 93-96, 99-100, 102-104, 106, 108-109, 117-119, 121-129, 131, 133, 135, 139-140, 144, 145-148, 151-153, 157-160, 163-171, 173, 175-180, 182-183, 185-188, 190-195, 199, 201-202, 204-219, 221-224, 227, 229-230, 235, 239, 241, 243-252, 256, 258-260, 263, 274, 276-280, 286-290, 292-303, 306-307, 309, 311, 313-330, 332-361, 364-371, 372-375, 380-403, 405, 407-410, 412-413, 415, 424-425, 428, 430, 432-433, 435-437, 439-441, 443, 445-447, 449-454, 459, 461, 464-471, 473-474, 477-479, 481, 483-488, 490-491, 493-506, 508-533, 535-543, 545-547, 551-564, 566-569, 572, 577-578, 580, 582-583, 585-586, 589, 591-592, 594, 596-597, 603, 607-612, 614-619, 621-625, 627-628, 630, 632, 635-636, 638, 641-644, ExPri71, ExVer71, Alm72, ExPri72, ExVer72, Alm73, ExPri73, ExVer73, ExPri74, ExVer74, ExNav74, ExPri75, ExVer75, Alm76, ExPri76, ExVer76, Alm77, ExPri77, ExVer77, ExPri78, ExVer78, ExNav78, ExPri79, ExVer79, ExNav79, ExPri80, ExVer80, ExNav80, ExPri81, ExVer81, Ex25AniTve, ExCar82, ExMun82 | Segis y Olivio                                  | | Jaume Rovira                                                                     | Nova                             |
| 3/05/1971  | 23, 31-32, 36, 39-40, 42, 44-47, 52-53, 55-56, 58-71, 76-81, 84, 86-87, 90-91, 94, 98-100, 103, 105-106, 110-121, 123-124, 127-157, 159-243, 246-306, 308-408, 410-418, 420-421, 423-432, 434-460, 463-467, 471-472, 474-497, 500-505, 508-559, 561-562, 568-573, 579-580, 582-583, 586, 594-596, 598, 602, 604, 608, 610, 612, 616, 618, 624-630, 634, 636-637, 642, ExVer71, Alm72, ExPri72, ExVer72, Alm73, ExPri73; ExVer73, Alm74, ExPri74, ExNav74, ExPri75, ExVer75, Alm76, ExPri76, ExVer76, Alm77, ExPri77, ExVer77, ExNav77, ExPri78, ExVer78, ExNav78, ExPri79, ExVer79, ExNav79, ExPri80, ExVer80, ExNav80, ExPri81, ExVer81, Ex25AniTve, ExNav81, ExCar82 | Sir Tim O'Theo                                  | | Raf                                                                              | Nova, també a "Súper Pulgarcito" |
| 7/02/1972  | 63-64, 69, 72-74, 87-89, 91, 93, 95-98, 102-105, 107, 110-112, 115-117, 123, 126, 152, 191, 357, ExPri74 | Troglodito                                      | | Martz Martz Schmidt                                                              |                                  |
| 10/04/1972 | 72, 75, 79, 81-82, 84-85, 87-90, 92-95, 100-103, 105, 107-110, 112, 114, 118-134, 136-138, 141-162, 164-178, 180-184, 186-194, 196, 198-199, 201, 203-212, 214-229, 232-234, 237-246, 248, 250, 253-254, 256-258, 260-262, 267, 271-272, 274-276, 279-286, 288, 290-291, 293-294, 296-297, 301-302, 304-308, 310-314, 316-321, 323-328, 330-332, 334, 336, 339-411, 413, ExVer72, Alm73, ExPri73, ExVer73, Alm74, ExPri74, ExVer74, ExNav74, ExPri75, ExVer75, Alm76, ExPri76, ExVer76, Alm77, ExPri77, ExVer77, ExNav77, ExPri78, ExVer78, ExNav78, ExCar82 | El repórter Tribulete                           | Cifré | "Pulgarcito"                                                                     |                                  |
| 12/06/1972 | 81-83, 85-86, 88-90, 93, 95-96, 98, 194-308, ExPri75, ExPri76, ExVer76 | Rasputín                                        | | Martz Martz Schmidt                                                              |                                  |
| 17/07/1972 | 86, 88, 97-98, 100, 102, 107-108, 110-112, 114-115, 117, 120-121, 125, 127, 132-133, 137-139, 142-143, 147, 149, 153-156, 158-160, 162-163, 165-167, 169-170, 172, 175, 177, 179-184, 190-193, 196-197, 199-200, 203-204, 207, 211, 214, 302, 346-357, 361-362, 364-367, 369-371, 374-375, 411, 414-415, ExPri72, Alm73, ExPri73, ExVer73, Alm74, ExPri74, ExVer74, ExNav74, ExVer77, ExNav77, ExPri78, ExNav78 | Mac Fisghon, detective de afición               | | Allué                                                                            |                                  |
| 22/01/1973 | 113, ExPri73, Alm74, ExPri77, ExPri78, ExVer78 | Ali-Oli, vendedor oriental                      | | Històries apòcrifes per Blas Sanchis                                             |                                  |
| 22/01/1973 | 128, 130-131, 134-135 | Científicos en el olvido                        | | IPC Media                                                                        |                                  |
| 19/11/1973 | 156, 171, 173, 179-182, 184-186, 188-189, 191-197, 200-201, 203-209, 211, 214-227, 229-236, 238-239, 242-253, 255-257, 266-267, 270, 280-289, 291, 293-295, 297, 301, 304-314, 316-350, 352, 356-360, 362-410, 412-414, 501, 506-507, 509-511, 514, 517-523, 525-530, 532, 535-537, 539-540, 543-546, 552, 554-558, 560-561, 564, 566-567, 569-570, 572, 621, Alm73, ExPri73, ExVer73, Alm74, ExPri74, ExVer74, ExNav74, ExPri75, ExVer75, ExPri76, Alm77, ExPri77, ExPri78, ExVer78, ExNav78, ExVer80, ExNav80, ExVer81, ExCar82 | Doña Urraca                                     | | Torá i Martz Schmidt                                                             |                                  |
| 4/03/1974  | 171, 185-202, 206-207, 420-421, 423, 425, 559, 561, 609-611, 616, 620, 636, 638, 641, 644, ExPri74, ExVer74, ExNav74, ExPri75, ExVer76, ExPri81 | Feliciano                                       | | Històries apòcrifes per Blas Sanchis                                             | "Gran Pulgarcito"                |
| 8/04/1974  | 176-183, 185, 187-188, 191-192, 195-197, 202-203, 205-207, 215, 220, 227, 232, 563, 564, 566-567, 581, 621 | Carusino, un can muy fino                       | | García Lorente                                                                   |                                  |
| 24/06/1974 | 187-190, 194-200, 202, 204-205, 207-210, 212, 214-227, 233, 234, 235, 238, 240, 251, 259, 262, 264, 265, 266, 267, 268, 270, 271, 274, 277, 279, 283, 284, 286, 293, 294, 295, 296, 297, 299, 302, 303, 304-308, 311-314, 317, 319-320, 322, 328-330, 334, 337, 348-349, 361-362, 377, 381-383, 389-417, 422, 427-428, 434-436, 444, 495, 504, 507, 509-511, 521-523, 526, 528-529, 536, 539, 542, 544, 547, 553, 573, Alm73, ExPri73, ExVer73, Alm74, ExPri74, ExVer74, ExNav74, ExPri75, ExVer75, Alm76, ExPri76, ExVer76, ExPri77, ExVer77, ExNav77, ExPri78, ExVer78, ExPri79, ExNav78, ExPri80, ExNav80, ExPri81, ExNav81 | Topolino                                        | | Figueras                                                                         |                                  |
| 19/08/1974 | 195-264, 281-375, 452-462 | Comanche                                        | Red Dust (195-210) La estrella manchada (211-218) La revuelta del hambre (219-241) Los lobos de Wyoming (242-264) Cielo sangriento sobre Laramie (281-306) Desierto sin luz (307-329) Furia rebelde (330-352) El dedo del diablo (353-375) Los sheriffs (452-462) | Greg/ Hermann                                                                    | Francobelga                      |
| 23/09/1974 | 200-249, ExNav74 | Rufo                                            | | David                                                                            |                                  |
| 21/04/1975 | 230-232, 236-241, 243-250, 252, 254-260, 262, 265, 268-273, 275, 300, 333, 335, 337, 424, Alm74, ExPri74, ExVer75, Alm76, ExPri76, ExNav77 | Poncio Soponcio                                 | | Mittei                                                                           |                                  |
| 28/04/1975 | 231, 236, 246, 255, 267, 270, 309-316, ExPri75, ExVer75 | Rudesindo el bucanero, un tipo de cuerpo entero | | Peñarroya                                                                        |                                  |
| 18/08/1975 | 247, 250-251, 254-255 | Anselmo, para servirle                          | | Carrillo                                                                         |                                  |
| 25/08/1975 | 248-249, 258, 265, 627 | Agapito Silvátez                                | | Raf                                                                              |                                  |
| 29/12/1975 | 266-280 | Astroman                                        | Un mundo para sobrevivir (266-280) | Mora/ Cuyás                                                                      |                                  |
| 12/04/1976 | 281-283, 285, 293, 296-297, 299-302, 304-308, 310-311, 313, 315-348, 350-365, 369-370, 377, 503, 545, 551, 553, ExPri77, ExVer77, ExNav77, ExPri78, ExVer78, ExNav78, ExPri80, ExVer80, ExNav81, ExMun82 | Apolino Tarúguez y su secretario                | | Conti                                                                            |                                  |
| 24/05/1976 | 287, 292, 295-297, 302-303, 305-306, 308, 312-313, 318-319, 321, 323-333, 337-338, 340-347, 349-359, 363, 367, 370-376, 378-402, 404-415, 418-423, 425-427, 429-433, 435, 444-447, 449-450, 452, 474-481, 483, 485, 503-506, ExVer79, ExVer80, ExNav81 | Fantasmas de alquiler                           | |                                                                                  | IPC                              |
| 23/08/1976 | 300, 311 | Aquí está don Gaspar                            | | Figueras                                                                         |                                  |
| 11/10/1976 | 307, 329, 335, 351, 367-370, 372, 374-376, 378-386, 391, 394-396, 405, 409, 416-418, 430, 432, 434, 437, 443, 445, 449, 457, 474, 476, 481-482, 486, 488-489, 491-492, 495, 498-499, 501-513, 515-518, 520, 523-524, 526-539, 541-550, 552-554, 557, 560-562, 565, 568-570, 574-576, 579-586, 589, 594, 608, 611, 617, 622, 627-630, 632-633, 635, 638-640, 642-643, 645, ExPri77, ExVer77, ExNav77, ExPri78, ExVer78, ExNav78, ExPri79, ExVer79, ExPri80, ExVer80, ExPri81 | Constancio Plurilópez                           | | Diversos guionistes/ Tran                                                        | També a "Súper Mortadelo"        |
| 21/02/1977 | 326-327, 329-331, 343-344, 376-379, 391, 393, 397-398, 475, 559-560, 580, 619-620, 622-623, ExPri77, ExPri78 | Angelito                                        | Vázquez |                                                                                  |                                  |
| 6/06/1977  | 341-418, 425-426, 638, 645, ExVer78, ExPri80, ExVer81 | Vidas ejemplares                                | Vázquez |                                                                                  |                                  |
| 17/10/1977 | 360-383 | El Corsario Negro                               | La promesa del Corsario Negro (360-367) En pos de una venganza (368-375) El triunfo del Corsario Negro (376-383) | Cassarell/ Carrión, Porto                                                        |                                  |
| 19/12/1977 | 369, ExPri77, ExVer77, ExNav77, ExPri78, ExVer78, ExNav78, ExPri80, ExVer80 | Carioco                                         | | Conti                                                                            |                                  |
| 6/02/1978  | 376-450 | Bruno Brazil                                    | Jaque a la mafia (376-398) La primera aventura del Comando Caimán (399-416) Doble o nada para "Alak 6" (417-429) Dossier Bruno Brazil (430-440) La ciudad petrificada (441-450) | Louis Albert/ William Vance                                                      | Tintín                           |
| 15/05/1978 | 390, 407, 409, 410, 412, 418-419, 422, 426-428, 431-433, 435-462, 464-467, 469-470, 474-476, 478-479, 482, 484-486, 488-499, 501-504, 506-513, 522-531, 533, 535-549, 551-559, 561-564, 566-576, 579-581, 584-596, 602, 606-613, 615, 618-624, 626-629, 631, 635-639, 640-642, 644, ExNav78, ExPri79, ExVer79, ExNav79, ExPri80, ExVer80, ExNav80, ExPri81, ExNav81, ExCar82 | Don Percebe y Basilio, cobradores a domicilio   | | Rojas de la Cámara                                                               | També a "DDT"                    |
| 2/10/1978  | 410-411, 413, 416, 428-429, 431, 435-436, 438-443, 446, 452, 456, 463-464, 466, 470, 474, 478, 480-483, 485, 489-491, 494, 497, 501-503, 505-507, 509-510, 512-517, 519-523, 530-531, 533-534, 542-543, 550, 552, 554, 558, 561, 564-565, 575, 578, 585, 587, 589, 594, 631, 633, 635-636, 640-641, 643, ExPri79, ExVer79, ExNav79, ExNav80 | Camelio Majareto                                | | Martz Schmidt                                                                    |                                  |
| 16/10/1978 | 412, 415, 424, 541, 544-545, 549, 551, 553, 557-558, 560-563, 566, 569-571, 583, 586, 590-592, 600, 603-604, 606-607, 610, 614-615, 617, 620-621, 623, 627, 629, 632, 635, 638, 642, 644, ExNav78, ExPri80, ExVer80, ExNav80, ExPri81 | Don Pelmazo                                     | | Raf                                                                              |                                  |
| 30/10/1978 | 414, 415, 422 | Amapolo Nevera                                  | | Cifré                                                                            |                                  |
| 25/12/1981 | 422, 425, 508, 512, 537-538, 542, 558-561, 568, ExNav78, ExVer79, ExPri80, ExNav80, ExVer81 | Aspirino y Colodión                             | | Figueras                                                                         |                                  |
| 19/02/1979 | 430-431, 435, 453, 455-456, 458, 461, 468, 478-480, 482, 487, 490, 496, 498-499, 501-504, 507-508, 514, 525, 526, 528-540, 544, 546-548, 550, 555-557, 559, 563-564, 567, 570-571, 573, 577, 579, 581-582, 585, 590, 593, 601, 606, 609, ExPri79, ExVer79, ExPri80, ExVer80, ExPri81 | Tete Gutapercha                                 | | Tran                                                                             |                                  |
| 2/04/1979  | 436, Ex25AniTve | Super López                                     | | Juan López Fernández                                                             |                                  |
| 16/04/1979 | 438-468, 471-477, 481-487, 521-528 | Jan Europa                                      | El hombre que regresó de la muerte (438-453) Los guardianes del poder (454-461) Operación Aristóteles (462-468) Europa está en peligro (471-477) Enanos y... gigantes (481-487) El medallón de Nadara (521-524) ¡La ciudad perdida! (525-528) | Edmond                                                                           | Nova                             |
| 16/04/1979 | 438, 442, 445, 453-454, 457, 459, 479-480, 483, 489-490, 492-494, 499, 501, 506, 508-509, 511-512, 519-522, 524, 526, 539, 540-541, 551-553, 562-564, 571-572, 577, 582-586, 588, 595, 610, 613, 627, 631, 634, 636, 639, 644, ExPri79, ExVer79, ExNav79, ExPri80, ExVer80, ExNav80, ExPri81, ExNav81, ExCar82 | Deliranta Rococó                                | | Diversos guionistes/ Martz Schmidt                                               | També a "Súper Mortadelo"        |
| 19/11/1979 | 469-480, ExNav79 | Patrick Leman                                   | Razzia mortal (469-473) Pánico en la pista (478-480) | Denayer/ Vasseur                                                                 |                                  |
| 14/04/1980 | 490-520 | El imperio trigano                              | Primer libro (490-496) Los enmascarados (497-500) Las cinco pruebas del emperador (509-520) | Mike Butterworth/ Don Lawrence                                                   |                                  |
| 10/11/1980 | 520-598, 600-609, 611-626, 628-630, ExNav80, ExPri81, ExVer81 (2 veces), Ex25AniTve, ExNav81, ExCar82 | Diálogo para besugos                            | | Armand Matias i Guiu)                                                            |                                  |
| 30/03/1981 | 540, 542-544, 565 | Atasco-star                                     | | Franckfurt (Rafael Vaquer/ Alfons López)                                         |                                  |
| 08/06/1981 | 550-552, 554-573, 576-578, 580-594, 602, 605-606, 609-611, 613-645, ExNav81, ExCar82 | El Mini Rey                                     | | Joan March                                                                       | També a "Súper Mortadelo"        |
| 13/07/1981 | 555-563, 568, 584, 586, 591, 609-611, 615 | Cine Locuras                                    | | Figueras                                                                         | Procedent de Din Dan             |
| 31/08/1981 | 562-567, ExNav81, ExCar82 | Kriss Boyd                                      | Ataque misterioso (562-567) Operación Tecrón (ExNav81) Dos mundos (ExCar82) | Zeccara                                                                          |                                  |
| 23/11/1981 | 574-597 | S.O.S. dossier ecológico                        | En el corazón del infierno (574-584) Caza a la prehistoria (587-597) | Francisco Pérez Navarro/ Jesús Redondo                                           |                                  |
| 28/12/1981 | 579-581, 583-598, 600-615, ExCar82 | Popeye el marino                                | | Sagendorf                                                                        |                                  |
| 4/01/1982  | 580, 584, 587, 590-591, 593, 606-607, 611-612, 615, 619-620, 623, 625, 636, 639-640, 642-643, ExCar82 | Yolanda                                         | | Joan Nebot                                                                       |                                  |
| 21/02/1983 | 623 | Sinforoso Caradura                              | | Colomer                                                                          |                                  |
| 13/06/1983 | 631-641 | Manel                                           | Moros y cristianos (631-641) | Doménec i A. Martín                                                              | Nova                             |

Va arribar al número 645, que costava 50 pessetes. També es van publicar 43 números extraordinaris que tenien la seva pròpia numeració.
Totes les portades estaven protagonitzades per Mortadel·lo i Filemó, a càrrec d'Ibáñez, amb l'excepció dels números 87 i 250, que són apòcrifes. En aquesta etapa les portades eren històries d'una pàgina, excepte als números 100 i 500 que presentaven una il·lustració amb vinyeta única.

## Segona època: 1984-1986
El gener de 1984 i sota la direcció de Jorge Bayona Url es va iniciar una segona etapa, resultat de la fusió amb "Super Mortadelo", de la que va mantenir-ne la numeració:
| Anys    | Números                                               | Títol                                          | Històries | Autoria | Procedència | Tipus                                                           |
| ------- | ----------------------------------------------------- | ---------------------------------------------- | --- | --- | --- | --------------------------------------------------------------- |
| 01/1984 | 170 a 277                                             | Mortadelo y Filemón                            | La estatua de la libertad (170-174) El loco del Fuji-Yama (175-182) Testigo de cargo (183-185 i 192-194) Los Ángeles 84 (186-191) El cacao espacial (196-201 i 214-216) Que viene el fisco (205-213) El preboste de seguridad (217-221) El crecepelo infalible (222-228) El cochecito leré (233-245) A la caza del chotta (246-254) La secta del Zum-Bhao (257-263) Simón el "Escurridizo" (264-270) La médium Paquita (271-274) El Mundial de México (275-277) | Francisco Ibáñez, excepte El loco del Fuji-Yama (de Jesús de Cos Pinto i Lurdes Martin Gimeno), Que viene el fisco (de Jesús de Cos Pinto i Lurdes Martin Gimeno), El crecepelo infalible (Julio Fernández i Miguel Fernández Martínez, signant com Bruguera Equip) i les cinc darreres, del Bruguera Equip. | la primera historia continua de Super Mortadelo (Editorial Bruguera) i la darrera continua a Super Mortadelo (Ediciones B) |                                                                 |
| 01/1984 | 170, 172-173, 175, 179-180, 183, 190, 192             | Deliranta Rococó                               | | Martz Schmidt | |                                                                 |
| 01/1984 | 170-173, 175-176, 178-180, 182-183, 186, 188-189, 191 | Segis y Olivio                                 | | Jaume Rovira | |                                                                 |
| 01/1984 | 170-176, 192, 214, 220                                | 13, Rue del Percebe                            | | Francisco Ibáñez | |                                                                 |
| 01/1984 | 170-171, 173, 175, 177, 181-182, 185, 220-221         | Camelio Majareto                               | | Jaume Ribera/Martz Schmidt | |                                                                 |
| 01/1984 | 170-173, 175, 177-178, 182-183, 187                   | Carpanta                                       | | Escobar | |                                                                 |
| 01/1984 | 170-                                                  | Bruce Wee, el invencible                       | | | Syndication International, 1984                                                                                            |                                                                 |
| 01/1984 | 170 a 182                                             | Exterminius                                    | | | Syndication International, 1984                                                                                            | Fotonovel·la                                                    |
| 01/1984 | 170                                                   | Maff y Osso                                    | | Jiaser | |                                                                 |
| 01/1984 | 170-176, 180-181, 188                                 | El Capitán Pantera                             | | Carrillo | |                                                                 |
| 01/1984 | 170-175, 189-                                         | El Mini Rey                                    | | Joan March | |                                                                 |
| 01/1984 | 171, 175, 182, 184, 186                               | Los señores de Alcorcón y el holgazán de Pepón | | Segura | |                                                                 |
| 01/1984 | 171-172, 183, 185, 191                                | Neronius                                       | | Jesús de Cos/Esegé | |                                                                 |
| 01/1984 | 172                                                   | La Panda                                       | | Roberto Segura | |                                                                 |
| 01/1984 | 173-175                                               | Tranqui y Tronco                               | | Joan March | continua de Super Mortadelo (Editorial Bruguera)                                                                           |                                                                 |
| 02/1984 | 176-183                                               | Super López                                    | La caja de Pandora (176-183) | Juan López Fernández | |                                                                 |
| 02/1984 | 177-179                                               | Doctor Impossible                              | | Edmond | continua de Super Mortadelo (Editorial Bruguera)                                                                           |                                                                 |
| 04/1984 | 182, 184-186, 188-                                    | El vecino de abajo                             | | | |                                                                 |
| 04/1984 | 182-187, 214, 217-233, 235-236, 242-245, 250-251      | Iznogud                                        | La infancia de Iznogud (182-187) | Jean Tabary | |                                                                 |
| 04/1984 | 183-186, 190-                                         | Angelosos                                      | | Jan | |                                                                 |
| 04/1984 | 184-191                                               | Exterminius II                                 | | | Syndication International, 1984                                                                                            | Fotonovel·la, continua a Super Rompetechos però queda inacabada |
| 04/1984 | 184-199                                               | El hombre de negro                             | | Neville Wilson | Thompson, 1984 |                                                                 |
| 02/1984 | 189-                                                  | Jan Europa                                     | | Edmond | continua de Super Mortadelo (Editorial Bruguera)                                                                           |                                                                 |
| 09/1984 | 196-                                                  | Hotel Mediastrella                             | | Jaume Rovira | continua d'altres sèries de l'Editorial Bruguera                                                                           |                                                                 |
| 05/1985 | 226-233, 235                                          | Sir Tim O'Theo                                 | ¡Ni hablar del peluquín! (226-233, 235) | Raf | |                                                                 |
| 1986    | 256-                                                  | Los casos del inspector Yes                    | | Vázquez | Nova |                                                                 |

La revista va tancar el 1986, juntament amb la seva editorial.

## Tercera època: 1987-1991
Ediciones B la va reprendre entre 1987 i 1991, a un preu de 140 pessetes. En aquesta última fase van publicar nous autors com Joaquín Cera, Maikel, Marco, Miguel o Juan Carlos Ramis.
| Anys | Números | Títol                                         | Històries | Autoria                                        | Procedència             |
| ---- | ------- | --------------------------------------------- | --- | ---------------------------------------------- | ----------------------- |
| 1987 | 1 a     | Mortadelo y Filemón                           | El rayo transmutador (núm. 1 a 7) La banda de Matt U' Salen (núm. 8 a 14) El "lavador" de cerebros (núm. 15 a) Armas con bicho (núm. 100 a) | Jaume Ribera/ Bruguera Equip/ Francisco Ibáñez |                         |
| 1987 | 1 a     | Deliranta Rococó                              | | José María Echauri/Martz Schmidt               |                         |
| 1987 | 1 a     | Don Percebe y Basilio, cobradores a domicilio | | A. Matías Guiu/Rojas de la Cámara              |                         |
| 1987 | 1 a     | Tranqui y Tronco                              | | Joan March                                     |                         |
| 1987 | 1 a     | Los Especialistas, S. L.                      | | Maikel                                         |                         |
| 1987 | 1 a     | Don Furcio Buscabollos                        | |                                                |                         |
| 1987 | 1 a     | Hug, el Troglodita                            | | Gosset                                         |                         |
| 1987 | 1 a     | Pepe Trola                                    | | Jesús de Cos/Jiaser                            |                         |
| 1987 | 1 a     | 13, Rue del Percebe                           | | Francisco Ibáñez                               | Reedició                |
|      |         | Pafman                                        | | Joaquín Cera                                   | Nova                    |
|      |         | La tribu terrible                             | | Gordon Bess                                    | Tira de premsa dels EUA |
|      |         | Fernández                                     | | Jesús de Cos/Miguel                            | Nova                    |
|      |         | Alfalfo Romeo                                 | | Ramis                                          | Nova                    |
|      |         | Segis y Olivio                                | | Jaime Rovira                                   |                         |
|      |         | Las hermanas Gilda                            | |                                                |                         |
|      |         | Cebolleta                                     | | Vázquez                                        | Reedició                |
|      |         | Los Ñam Ñam                                   | | Claire Bretécher                               | Francesa                |
|      |         | Porrambo                                      | | Marco                                          | Nova                    |
|      |         | Lupo Alberto                                  | | Silver                                         | Italiana                |
|      |         | Sporty                                        | | Ramis                                          | Nova                    |

## Premis
- Aro de Oro de la Fira del joguet de València el 1972, 1973, 1974 i 1975 com revista juvenil
- Aro de Plata de la Fira del joguet de València el 1971 i 1976 com revista juvenil